# Henri Lang
Pour les articles homonymes, voir Lang.
Henri Lang (né le 13 juin 1895 à Rambervillers et mort le 21 mai 1942 à Auschwitz), est un ingénieur polytechnicien français, directeur à la SNCF et enseignant à l'École nationale des ponts et chaussées, avant d'être destitué puis arrêté et déporté.

## Biographie
Salomon Henri Lang est né le 13 juin 1895 à Rambervillers (Vosges). Il est le fils de Jacques Émile Lang, fabricant de chapeaux, et de Julie Veil,.
Après des études au lycée Lakanal à Sceaux puis au lycée Louis-le-Grand à Paris, Henri Lang est reçu  à l'École polytechnique en 1913. En 1914, lorsque la Première Guerre mondiale éclate, il est mobilisé  et combat jusqu'à la fin de la guerre en qualité d'officier d'artillerie. Blessé, il est cité deux fois pour bravoure. Dès l'armistice signé il retourne à l'École polytechnique. Il sort 10e de sa promotion en 1919 et intègre le Corps des ponts et chaussées . Il épouse Jacqueline Micheline Hirsch, avocate à la cour d'appel, le 21 avril 1921 dans le 8e arrondissement de Paris,.
Il participa à la conception et à la construction de divers ouvrages d'art comme le pont de la Tournelle, le pont de la Concorde ou encore le barrage de Suresnes. Dans les années 1930, il devint ingénieur en chef Voie et Bâtiments du réseau d'Alsace Lorraine et conduisit le projet de rénovation de la gare de Mulhouse ainsi que celui de la percée du tunnel ferroviaire entre St Dié et Ste Marie aux Mines. En parallèle à ses missions, il exerça les fonctions de professeur adjoint, puis titulaire de la Chaire de maçonnerie de l'École des Ponts et Chaussées. En 1938, à la création de la SNCF, il fut nommé sous-directeur de la région Sud-Est, et chargé du projet d'électrification de la Ligne Paris - Lyon. Le 26 octobre 1940, il présenta le "rapport rose", qui fait état des études préliminaires de l'électrification de la ligne Paris - Lyon et servira ensuite de référence à ce projet.
Les lois sur le statut des Juifs du régime de Vichy interdisant notamment l'exercice de certaines professions, Henri Lang est destitué de ses fonctions d'enseignement à l'école des Ponts ainsi que de la direction du Sud-Est. Il reste néanmoins chargé du projet d'électrification de Paris - Lyon qu'il continuera à mener jusqu'à la veille de son arrestation. Sa dernière adresse est au 11 quai d'Orsay, dans le 7e arrondissement de Paris.
Le 12 décembre 1941, deux feldgendarmes l'arrêtent à son domicile, au 11 quai d'Orsay, dans le 7e arrondissement de Paris, lors de la rafle des notables et l'emmènent, avec plus de 700 autres hommes juifs au camp de Compiègne. Il y restera plus de trois mois au cours desquels, la faim, le froid et la privation de liberté l'affaibliront considérablement. Malgré ses conditions difficiles, il participe à la vie intellectuelle du camp en donnant une conférence sur l'avenir de la science. Il est déporté le 27 mars 1942 par le premier convoi, le convoi n° 1 du 27 mars 1942, vers Auschwitz où il meurt deux mois plus tard, en mai 1942.

## Hommage
Un bâtiment, situé rue Chrétien-de-Troyes à Paris dans le 12e arrondissement de Paris, porte le nom de « Centre Henri-Lang » et héberge différents services de la SNCF. Il a notamment abrité le "Poste d'Aiguillage et de Régulation" (PAR) de la Ligne à grande vitesse Sud-Est (Paris-Lyon) de son ouverture en 1981 à son transfert à Lyon en Novembre 2024.  À l'entrée de celui-ci, une plaque commémorative rend ainsi hommage au concepteur de ce projet, qui œuvra inlassablement à la construction d'ouvrages d'art et chez qui le sens artistique accompagnait pour le meilleur l'expertise de l'ingénieur.